# Cornovi di Cornovaglia

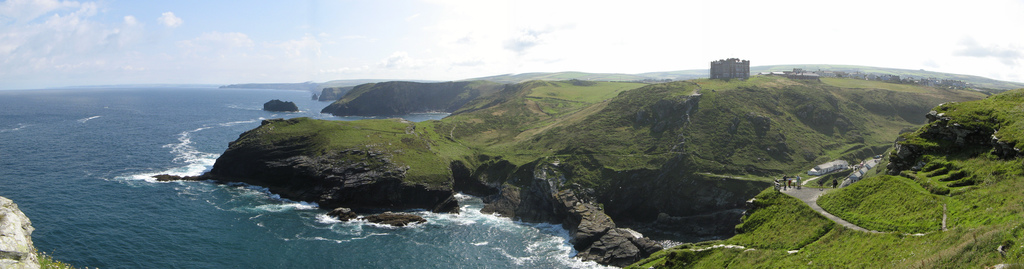
La costa di Tintagel, uno dei possibili insediamenti dei Cornovi

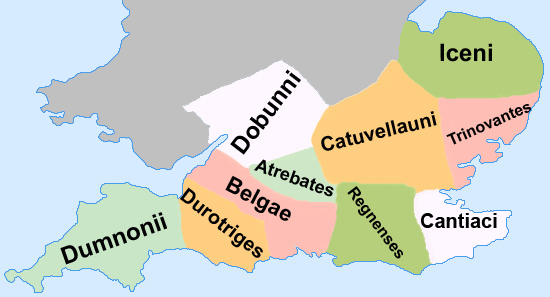
Ubicazione dei Dumnoni nel periodo preromano

I Cornovi appartenevano ai Dumnoni, una tribù celtica che visse nella penisola sud-occidentale della Gran Bretagna tra il IV secolo a.C. e la metà del IV secolo d.C. I Cornovi sarebbero vissuti nell'area oggi conosciuta come Cornovaglia.
Di questo gruppo, a differenza di altri, il geografo di II secolo Claudio Tolomeo non parla nella sua Geografia, anche se il toponimo purocoronavis, presente nella Cosmografia ravennate del 700 circa, è visto come un errore di trascrizione che starebbe per durocornavis (o durocornovium), che significherebbe "fortezza dei Cornovi", località che viene identificata con Tintagel o Carn Brea. Secondo Tolomeo, c'erano due altre tribù con questo nome, una nelle Midland e una nel nord della Scozia.